# Dahlácké ostrovy
Dahlácké ostrovy je skupina více než sto dvaceti ostrůvků korálového původu, která leží v Rudém moři nedaleko přístavu Massawa a je součástí Eritrey. Má rozlohu okolo 900 km² a žije na ní asi dva a půl tisíce obyvatel, hovořících semitským jazykem dahlik. Největším ostrovem je Dahlak Kabír (Velký Dahlak) se 754 km², kde také žije většina obyvatel; jedinými dalšími trvale obydlenými ostrovy jsou Nora a Dohul. Ostrovy jsou ploché, nejvyšší bod dosahuje zhruba 50 metrů nad mořskou hladinou. Pobřeží je lemováno mangrovy a plážemi s jemným bílým pískem. Podnebí je horké a suché.
O souostroví se zmiňuje pod názvem Alalaiou už plavební příručka z 1. století našeho letopočtu Periplus Maris Erythraei. Tradičním zdrojem obživy místních obyvatel byl rybolov a získávání želvoviny a mořských perel. Náhrobky s nápisy v kúfském písmu svědčí o tom, že již v 7. století zdejší obyvatelé přijali islám. Od 16. století ostrovy náležely osmanskému pašovi ze Suakinu, roku 1890 se staly s celou Eritreou italskou kolonií. Italové vybudovali na ostrově Nakura (Nocra) obávanou trestaneckou kolonii pro politické vězně. Po druhé světové válce se ostrovy staly součástí Etiopie, v době prosovětské vlády Dergu využívalo strategicky umístěné souostroví jako svou základnu sovětské námořnictvo. Roku 1990 ostrovy dobyla Eritrejská lidově osvobozenecká fronta a o tři roky později se staly součástí samostatné Eritrey. Podle zprávy organizace Stratfor dovolila Eritrea Izraeli umístit na Dahláckých ostrovech svoji vojenskou posádku.
Dahlácké ostrovy jsou perspektivní turistickou oblastí, která má díky dlouhodobé izolaci relativně málo dotčenou tropickou přírodu, návštěvníkům se nabízejí možnosti rybaření, potápění a jachtingu. Ostrov Dahlak Kabír má pravidelné lodní spojení s necelých 20 km vzdálenou Massawou, na ostrově Dessie byl postaven velký luxusní hotel. Hnízdí zde také množství mořských ptáků (racek bělooký, faeton červenozobý, kolpík bílý, ostříž arabský, rybák oranžovozobý), proto bylo souostroví vyhlášeno významným ptačím územím pod ochranou ICBP, okolní moře s početnou populací delfínů a dugongů je národním parkem.